# Marco Castello
Marco Castello (Siracusa, 8 settembre 1993) è un cantautore, polistrumentista e produttore discografico italiano. Ha esplorato e rimodernato il cantautorato italiano degli anni '70, facendosi ispirare da jazz e RnB . È contraddistinto dal suo linguaggio ironico, e per il suo modo di far risaltare il contrasto fra bellezze e squallori del contemporaneo. 

## Biografia
Nato e cresciuto a Siracusa, dopo il liceo va a studiare tromba jazz alla Civica di Milano.
Tornato a Siracusa dopo essersi laureato conosce Erlend Øye dei Kings of Convenience, ed entra nel complesso La comitiva, accompagnandolo durante un tour mondiale.

## Carriera

### 2020-2021:Contenta tu
Nel 2020 esordisce con il singolo “Porsi”, che anticipa il suo album d'esordio, Contenta tu, pubblicato l'anno successivo per Bubbles Records (etichetta di Øye e Marcin Öz, co-produttore del disco) e dato in licenza italiana a 42 Records. Questo album con forti rimandi alla tradizione sicula e dai toni ironici, è registrato a Berlino con Lorenzo Pisoni (basso) e Leonardo Varsalona (tastiere).
Nel 2022 pubblica un singolo in collaborazione con Fulminacci, Magari, che Rolling Stone mette al terzo posto delle 10 migliori canzoni italiane uscite quell'anno.

### 2023-presente:Pezzi della serae varie collaborazioni
Nel 2023 esce il suo secondo album, Pezzi della sera, pubblicato da indipendente fondando l’etichetta Megghiu Suli (che in siciliano significa sia “meglio da soli” sia “il miglior sole”), registrato sempre a Berlino, con Lorenzo Pisoni al basso e Leonardo Varsalona alle tastiere. Vede stavolta anche la partecipazione di Stefano Ortisi (tastiere e sassofoni). Successivamente verranno aggiunte le chitarre elettriche di Danny Bronzini e gli archi arrangiati e diretti a Napoli dal Maestro Gigi Scialdone. Il master è affidato alle mani sapienti di Gianni “blob” Roma. L'album si chiama così perché tutte le take scelte sono state registrate durante le sessioni serali e durante gli ascolti il bassista Lorenzo Pisoni ha esclamato “sono proprio i pezzi della sera”, ma è anche un gioco di parole con la rosticceria siciliana che si divide in pezzi dolci e pezzi salati.
Nel 2024, partecipa al singolo Mentre il mondo esplode, contenuto nell'album Māyā del DJ producer Mace, in featuring con Ele A.
Nello stesso anno, nel loro album Jazzplotation, i Calibro 35 hanno scelto Marco Castello per cantare una nuova versione di Lunedì cinema, di Lucio Dalla e gli Stadio. Canzone nota per essere stata la sigla delle serate film che andavano in onda sulla Rai il primo giorno della settimana.

## Discografia

### Album in studio
- 2021 – Contenta tu[5]
- 2023 – Pezzi della sera[3][10]

### Singoli
- 2020 – Porsi
- 2020 – Torpi
- 2020 – Cicciona
- 2020 – Dopamina
- 2021 – Avò
- 2021 – Luminarie
- 2022 – Magari (feat. Fulminacci)
- 2023 – Dracme
- 2023 – Porci
- 2025 – Felini (con Venerus)

### Collaborazioni
- 2022 – Rire (Nu Genea feat. Marco Castello, dall'album Bar Mediterraneo)
- 2024 – Muro, Rbsn feat. Marco Castello
- 2024 – Mentre il mondo esplode ༊࿔ (Mace feat. Marco Castello & Ele A, dall'album Māyā)
- 2024 – Lunedì cinema, (Calibro 35 feat. Marco Castello, dall'album Jazzploitation)